# Miku Kojima (futbolista)
Miku Kojima (nombre de nacimiento Miku Ito; Tokio, 11 de noviembre de 1999) es una futbolista japonesa que juega como centrocampista en el Granada CF.
También jugó en el Alavés Gloriosas (2019-2023) y en el Sporting de Huelva (2023-2024).

## Clubes
| Club               | País   | Año             |
| ------------------ | ------ | --------------- |
| Alavés Gloriosas   | España | 2019 - 2023     |
| Sporting de Huelva | España | 2023 - 2024     |
| Granada CF         | España | 2024 - presente |